# Ignacio Duarte y Quirós
Ignacio Duarte y Quirós (Córdoba, entre 1618 y 1620 - Estancia Jesuítica Caroya, 2 de febrero de 1703) fue un sacerdote español fundador del Colegio Monserrat en la ciudad de Córdoba.

## Biografía
Ignacio Duarte y Quirós nació en la villa de Córdoba. Se desconoce su fecha exacta de nacimiento, pero se sabe que fue entre los años 1618 y 1620.
Era hijo de los portugueses Simón Duarte y doña María Holadilla de Quirós.
Estudió en la Universidad de Córdoba, donde se recibió de Maestro de Artes y posteriormente de Doctor en Teología. En 1650 fue ordenado sacerdote.
Al morir sus padres, heredó una apreciable fortuna entre lo que se encontraba su casa paterna, hoy Museo Fray José Antonio de San Alberto, y algunos otros solares ubicados en las proximidades.
Su buena posición económica le permitió comprar a la Compañía de Jesús, en 1661, la Estancia de Caroya.
En 1687 donó todos sus bienes a la Compañía de Jesús para fundar y mantener el Real Colegio Convictorio de Nuestra Señora de Monserrat, en la villa de Córdoba.
Falleció el 2 de febrero de 1703 en la Estancia jesuítica Caroya. Tiempo antes, mediante un testamento, confirmó sus donaciones. La orden cumplió su voluntad y lo sepultó en la capilla del colegio donde permaneció hasta 1772, año en que fue trasladado a la cripta de la Compañía de Jesús, donde descansa en la actualidad.
En su homenaje, en el año 1766 en la ciudad argentina de Córdoba, se editó el primer libro impreso del territorio argentino, titulado Laudationes quinque (‘cinco oraciones laudatorias’), escritas por el sacerdote Manuel de Peramás.